# Volta a la Comunitat Valenciana 1991
La Volta a la Comunitat Valenciana 1991, quarantanovesima edizione della corsa, si svolse dal 19 al 24 febbraio su un percorso di 938 km ripartiti in 6 tappe (la quinta suddivisa in due semitappe), con partenza ad Altea e arrivo a Valencia. Fu vinta dallo spagnolo Melchor Mauri della ONCE davanti all'olandese Steven Rooks e al tedesco Peter Hilse.

## Tappe
| Tappa  | Data        | Percorso                          | km   | Vincitore di tappa | Leader cl. generale |
| ------ | ----------- | --------------------------------- | ---- | ------------------ | ------------------- |
| 1ª     | 19 febbraio | Altea > Altea                     | 180  | Roberto Pagnin     |                     |
| 2ª     | 20 febbraio | Altea > Ibi                       | 208  | Per Pedersen       |                     |
| 3ª     | 21 febbraio | Ibi > Ibi                         | 189  | Federico Echave    |                     |
| 4ª     | 22 febbraio | Sagunto > La Vall d'Uixó          | 189  | Andreas Kappes     |                     |
| 5ª-1ª  | 23 febbraio | La Vall d'Uixó > Puzol            | 97   | Søren Lilholt      |                     |
| 5ª-2ª  | 23 febbraio | Puzol > Puzol (cron. individuale) | 15,5 | Frans Maassen      |                     |
| 6ª     | 24 febbraio | Valencia > Valencia               | 60   | Eric Vanderaerden  | Melchor Mauri       |
| Totale | Totale      | Totale                            | 938  |                    |                     |

## Dettagli delle tappe

### 1ª tappa
- 19 febbraio: Altea > Altea – 180 km

| Pos. | Corridore      | Squadra       | Tempo    |
| ---- | -------------- | ------------- | -------- |
| 1    | Roberto Pagnin | Festina-Lotus | 4h55'14" |
| 2    | Steven Rooks   | Buckler       | s.t.     |
| 3    | Peter Hilse    | Seur-Otero    | s.t.     |

| Pos. | Corridore | Squadra | Tempo |
| ---- | --------- | ------- | ----- |

### 2ª tappa
- 20 febbraio: Altea > Ibi – 208 km

| Pos. | Corridore       | Squadra      | Tempo    |
| ---- | --------------- | ------------ | -------- |
| 1    | Per Pedersen    | Amaya        | 5h59'16" |
| 2    | Remig Stumpf    | Histor-Sigma | a 1'03"  |
| 3    | Jim Van De Laer | Tulip        | s.t.     |

| Pos. | Corridore | Squadra | Tempo |
| ---- | --------- | ------- | ----- |

### 3ª tappa
- 21 febbraio: Ibi > Ibi – 189 km

| Pos. | Corridore            | Squadra        | Tempo    |
| ---- | -------------------- | -------------- | -------- |
| 1    | Federico Echave      | Clas-Cajastur  | 4h31'50" |
| 2    | Peter Pieters        | Tulip          | a 31"    |
| 3    | Juan Carlos González | Puertas Mavisa | s.t.     |

| Pos. | Corridore | Squadra | Tempo |
| ---- | --------- | ------- | ----- |

### 4ª tappa
- 22 febbraio: Sagunto > La Vall d'Uixó – 189 km

| Pos. | Corridore            | Squadra      | Tempo    |
| ---- | -------------------- | ------------ | -------- |
| 1    | Andreas Kappes       | Histor-Sigma | 4h31'19" |
| 2    | Sean Kelly           | PDM          | s.t.     |
| 3    | José Luis Villanueva | ONCE         | s.t.     |

| Pos. | Corridore | Squadra | Tempo |
| ---- | --------- | ------- | ----- |

### 5ª tappa - 1ª semitappa
- 23 febbraio: La Vall d'Uixó > Puzol – 97 km

| Pos. | Corridore          | Squadra      | Tempo    |
| ---- | ------------------ | ------------ | -------- |
| 1    | Søren Lilholt      | Histor-Sigma | 2h12'15" |
| 2    | Adrie van der Poel | Tulip        | s.t.     |
| 3    | Thierry Laurent    | R.M.O.       | s.t.     |

| Pos. | Corridore | Squadra | Tempo |
| ---- | --------- | ------- | ----- |

### 5ª tappa - 2ª semitappa
- 23 febbraio: Puzol > Puzol (cron. individuale) – 15,5 km

| Pos. | Corridore            | Squadra      | Tempo  |
| ---- | -------------------- | ------------ | ------ |
| 1    | Frans Maassen        | Buckler      | 19'38" |
| 2    | José Luis Villanueva | ONCE         | a 15"  |
| 3    | Remig Stumpf         | Histor-Sigma | a 18"  |

| Pos. | Corridore | Squadra | Tempo |
| ---- | --------- | ------- | ----- |

### 6ª tappa
- 24 febbraio: Valencia > Valencia – 60 km

| Pos. | Corridore            | Squadra        | Tempo    |
| ---- | -------------------- | -------------- | -------- |
| 1    | Eric Vanderaerden    | Buckler        | 1h23'55" |
| 2    | Peter Pieters        | Tulip          | s.t.     |
| 3    | Juan Carlos González | Puertas Mavisa | s.t.     |

| Pos. | Corridore     | Squadra    | Tempo     |
| ---- | ------------- | ---------- | --------- |
| 1    | Melchor Mauri | ONCE       | 23h56'14" |
| 2    | Steven Rooks  | Buckler    | a 7"      |
| 3    | Peter Hilse   | Seur-Otero | a 49"     |

## Classifiche finali

### Classifica generale
| Pos. | Corridore     | Squadra    | Tempo     |
| ---- | ------------- | ---------- | --------- |
| 1    | Melchor Mauri | ONCE       | 23h56'14" |
| 2    | Steven Rooks  | Buckler    | a 7"      |
| 3    | Peter Hilse   | Seur-Otero | a 49"     |